# Статистика Максвелла — Больцмана
Стати́стика Ма́ксвелла — Бо́льцмана — статистический метод описания физических систем, содержащих большое число невзаимодействующих частиц, движущихся по законам классической механики (то есть классического идеального газа); предложена в 1871 г. австрийским физиком Л. Больцманом.

## Вывод распределения
Распределение Максвелла-Больцмана может быть выведено на основе общего распределения Гиббса.

Рассмотрим систему частиц, находящуюся в однородном поле. В таком поле каждая молекула идеального газа обладает полной энергией
{\displaystyle \varepsilon =\varepsilon _{kin}+u(x,y,z),}
где {\displaystyle \varepsilon _{kin}} — кинетическая энергия её поступательного движения, а {\displaystyle u} — потенциальная энергия во внешнем поле, которая зависит от её положения.
Подставив это выражение для энергии в распределение Гиббса для молекулы идеального газа
{\displaystyle \mathrm {d} w={\frac {1}{z}}\mathrm {exp} \left(-{\frac {\varepsilon (p,q)}{\theta }}\right)\cdot {\frac {\mathrm {d} p_{x}\mathrm {d} p_{y}\mathrm {d} p_{z}\mathrm {d} V}{h^{3}}}}
(где {\displaystyle \mathrm {d} w} — вероятность того, что частица находится в состоянии со значениями координат {\displaystyle q} и импульсов {\displaystyle p}, в интервале {\displaystyle \mathrm {d} p_{x}\mathrm {d} p_{y}\mathrm {d} p_{z}\mathrm {d} V}), имеем:
{\displaystyle \mathrm {d} w={\frac {1}{zh^{3}}}\mathrm {exp} \left(-{\frac {\varepsilon _{kin}+u}{kT}}\right)\cdot \mathrm {d} p_{x}\mathrm {d} p_{y}\mathrm {d} p_{z}\mathrm {d} V,}
где интеграл состояний равен:
{\displaystyle z=\int \mathrm {exp} \left(-{\frac {\varepsilon _{kin}+u}{kT}}\right)\cdot {\frac {\mathrm {d} p_{x}\mathrm {d} p_{y}\mathrm {d} p_{z}\mathrm {d} V}{h^{3}}}.}
Интегрирование ведётся по всем возможным значениям переменных. Через {\displaystyle h} обозначена постоянная Планка, {\displaystyle k} — постоянная Больцмана, {\displaystyle T} — температура, {\displaystyle \theta =kT}. Далее, интеграл состояний можно написать в виде:
{\displaystyle z={\frac {1}{h^{3}}}\int \mathrm {exp} \left(-{\frac {\varepsilon _{kin}}{kT}}\right)\cdot \mathrm {d} p_{x}\mathrm {d} p_{y}\mathrm {d} p_{z}\cdot \int \mathrm {exp} \left(-{\frac {u}{kT}}\right)\mathrm {d} V=\left({\frac {2\pi mkT}{h^{2}}}\right)^{3/2}\cdot \int \mathrm {exp} \left(-{\frac {u}{kT}}\right)\mathrm {d} V.}
Следовательно, нормированное на единицу распределение Гиббса для молекулы газа при наличии внешнего поля имеет вид:
{\displaystyle \mathrm {d} w={\frac {1}{(2\pi mkT)^{3/2}}}\cdot \mathrm {exp} \left(-{\frac {p^{2}}{2mkT}}\right)\mathrm {d} p_{x}\mathrm {d} p_{y}\mathrm {d} p_{z}\cdot {\frac {e^{-{\frac {u}{kT}}}\mathrm {d} V}{\int e^{-{\frac {u}{kT}}}\mathrm {d} V}}.}
Полученное распределение вероятностей, характеризующее вероятность того, что молекула имеет импульс в данном интервале и находится в данном элементе объёма, носит название распределение Максвелла — Больцмана.

## Некоторые свойства
При рассмотрении распределения Максвелла — Больцмана, бросается в глаза важное свойство — его можно представить как произведение двух множителей:
{\displaystyle \mathrm {d} w=\left[{\frac {1}{(2\pi mkT)^{3/2}}}\cdot \mathrm {exp} \left(-{\frac {p^{2}}{2mkT}}\right)\mathrm {d} p_{x}\mathrm {d} p_{y}\mathrm {d} p_{z}\right]\cdot \left[{\frac {e^{-{\frac {u}{kT}}}\mathrm {d} V}{\int e^{-{\frac {u}{kT}}}\mathrm {d} V}}\right].}
Первый множитель есть не что иное, как распределение Максвелла, оно характеризует распределение вероятностей по импульсам. Второй множитель зависит только лишь от координат частиц и определяется видом потенциальной энергии; он характеризует вероятность обнаружения частицы в объёме d{\displaystyle V}.
Согласно теории вероятностей, распределение Максвелла — Больцмана можно рассматривать как произведение вероятностей двух независимых событий — реализации значения импульса в данном «импульсном» интервале и реализации положения молекулы в данном «координатном» интервале. Первая из них:
{\displaystyle \mathrm {d} w_{p}={\frac {1}{(2\pi mkT)^{3/2}}}\cdot \mathrm {exp} \left(-{\frac {p^{2}}{2mkT}}\right)\mathrm {d} p_{x}\mathrm {d} p_{y}\mathrm {d} p_{z}}
представляет собой распределение Максвелла; вторая вероятность:
{\displaystyle \mathrm {d} w_{r}={\frac {e^{-{\frac {u}{kT}}}\mathrm {d} V}{\int e^{-{\frac {u}{kT}}}\mathrm {d} V}}}
— распределение Больцмана. Очевидно, что каждое из них нормировано на единицу.
Распределение Больцмана является частным случаем канонического распределения Гиббса для идеального газа во внешнем потенциальном поле, так как при отсутствии взаимодействия между частицами распределение Гиббса распадается на произведение распределений Больцмана для отдельных частиц.
Независимость вероятностей даёт важный результат: вероятность данного значения импульса совершенно не зависит от положения молекулы и, наоборот, вероятность положения молекулы не зависит от её импульса. Это значит, что распределение частиц по импульсам (скоростям) не зависит от поля, другими словами, остаётся тем же самым от точки к точке пространства, в котором заключён газ. Меняется лишь вероятность обнаружения частицы, или, что то же самое, число частиц.